# Sommer-Paralympics 2024/Teilnehmer (Puerto Rico)
| stlisierte Goldmedaille | stlisierte Silbermedaille | stlisierte Bronzemedaille |
| ----------------------- | ------------------------- | ------------------------- |
| —                       | —                         | —                         |

Puerto Rico entsandte zwei Athletinnen zu den Paralympischen Sommerspielen 2024 in Paris. Als Fahnenträgerin bei der Eröffnungsfeier wurde Amaris Sofia Vazquez Collazo ausgewählt.

## Teilnehmer nach Sportart

### Leichtathletik
| Athleten                     | Klassifizierung | Wettbewerb(e)       | Zeit/Weite | Rang |
| ---------------------------- | --------------- | ------------------- | ---------- | ---- |
| Frauen                       |                 |                     |            |      |
| Yaimillie Marie Diaz Colon   | T64             | 100 m Vorlauf       | 13,62 sek  | 11   |
| Yaimillie Marie Diaz Colon   | T64             | 200 m Vorlauf       | 29,55 sek  | 9    |
| Amaris Sofia Vazquez Collazo | T64             | 100 m Vorlauf       | 15,57 sek  | 15   |
| Amaris Sofia Vazquez Collazo | T64             | 200 m Vorlauf       | 33,02 sek  | 11   |
| Amaris Sofia Vazquez Collazo | T64             | Weitsprung – Finale | 4,10 m     | 12   |